# Mainit
Mainit (Bayan ng Mainit) är en kommun i Filippinerna. Kommunen ligger på ön Mindanao, och tillhör provinsen Surigao del Norte. Folkmängden uppgår till 23 417 invånare.

## Barangayer
Mainit är indelat i 21 barangayer.
- Binga
- Bobona-on
- Cantugas
- Dayano
- Mabini
- Magpayang
- Magsaysay (Pob.)
- Mansayao
- Marayag
- Matin-ao
- Paco
- Quezon (Pob.)
- Roxas
- San Francisco
- San Isidro
- San Jose
- Siana
- Silop
- Tagbuyawan
- Tapi-an
- Tolingon